# Sara Forestier
Sara Forestier (Copenhague, 4 de outubro de 1986) é uma atriz, diretora de cinema e roteirista francesa.

## Filmografia
| Ano  | Título                                                     | Papel             | Notas                                        |
| ---- | ---------------------------------------------------------- | ----------------- | -------------------------------------------- |
| 2001 | Les Fantômes de Louba                                      |                   |                                              |
| 2002 | La Guerre à Paris                                          |                   |                                              |
| 2003 | Quelques jours entre nous                                  | Alice             | Telefilme                                    |
| 2004 | L'Esquive                                                  | Lydia             | César de melhor atriz revelação              |
| 2004 | À cran, deux ans après                                     |                   | Telefilme                                    |
| 2005 | Le courage d'aimer                                         | Salomé            |                                              |
| 2005 | Combien tu m'aimes ?                                       | Muguet            |                                              |
| 2005 | Hell                                                       | Hell              |                                              |
| 2006 | Astérix et les vikings                                     | Abba              | Voz                                          |
| 2006 | Quelques jours en septembre                                | Orlando           |                                              |
| 2006 | Perfume: The Story of a Murderer                           | Jeanne            |                                              |
| 2007 | Chacun son cinéma : une déclaration d'amour au grand écran |                   |                                              |
| 2008 | Sandrine in the Rain                                       | Sandrine          |                                              |
| 2008 | Revivre                                                    | Hannah Goldenberg | Minissérie de televisão                      |
| 2009 | Humains                                                    | Nadia             |                                              |
| 2009 | Les Herbes folles                                          | Élodie            |                                              |
| 2009 | Victor                                                     | Alice             |                                              |
| 2010 | Le Nom des gens                                            | Bahia Benmahmoud  | César de melhor atriz                        |
| 2010 | Gainsbourg (Vie héroïque)                                  | France Gall       |                                              |
| 2012 | Une nuit                                                   | Laurence Deray    |                                              |
| 2012 | Télé gaucho                                                | Clara             |                                              |
| 2013 | Suzanne                                                    | Suzanne Merevsky  | Indicação - César de melhor atriz            |
| 2013 | L'Amour est un crime parfait                               | Annie             |                                              |
| 2013 | Love Battles                                               | Elle              |                                              |
| 2014 | Gus - Petit oiseau, grand voyage                           | Delf              |                                              |
| 2015 | La Tête haute                                              | Séverine          | Indicação - César de melhor atriz secundária |
| 2017 | Primaire                                                   | Florence Mautret  |                                              |
| 2017 | M                                                          | Lila              |                                              |
| 2019 | Disparition inquiétante                                    | Maya Rosetti      | Telefilme                                    |
| 2019 | Roubaix, une lumière                                       |                   |                                              |
| 2019 | The Border                                                 |                   |                                              |
| 2020 | Filles de joie                                             | Axelle            |                                              |